# Años 1800

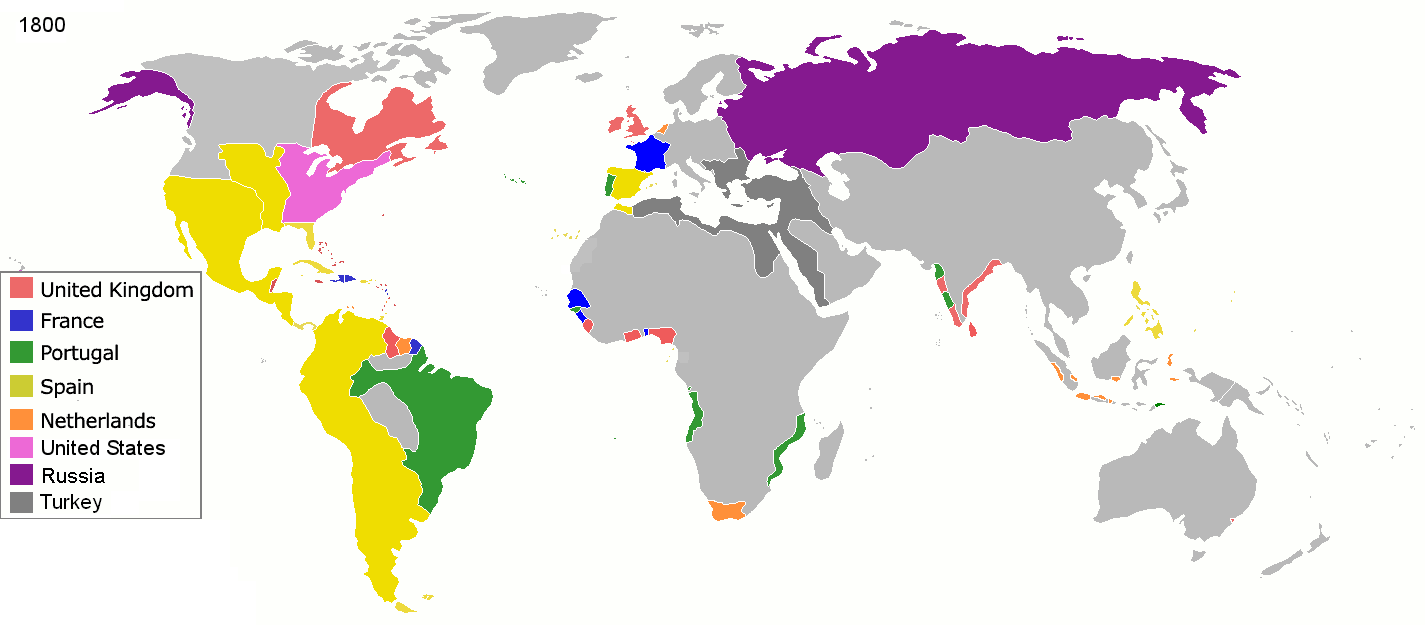
Imperios coloniales en el año 1800.

Los años 1800 fueron un decenio que comenzó el 1 de enero de 1800 y finalizó el 31 de diciembre de 1809.

## Acontecimientos

### 1800
- Fundación de la Biblioteca del Congreso de los Estados Unidos en Washington.
- Pío VII sucede a Pío VI como papa.
- Nacimiento del vals en Europa.
- Alessandro Volta construyó una pila voltaica.
- Tratado de San Ildefonso. La Luisiana vuelve a manos francesas.

### 1801
- Giuseppe Piazzi: descubrimiento del primer asteroide: Ceres.
- Johann Wilhelm Ritter: descubrió los "rayos químicos" (radiación ultravioleta)
- Thomas Young: realizó el "experimento de la doble rendija"  demostrando la naturaleza ondulatoria de la luz.
- Thomas Jefferson presidente de Estados Unidos.

### 1802
- Creación de la teoría atómica de la materia.
- Paz de Amiens entre Francia y Gran Bretaña.

### 1803
- Compra de Luisiana por Estados Unidos.
- Inicia la guerra de la tercera coalición.

### 1804
- Napoleón I se proclama emperador de Francia.
- Richard Trevithick: Construcción de la primera locomotora de vapor.
- Empieza la Guerra ruso-persa (1804–1813)
- Es proclamada la independencia de Haití.

### 1805
- Batalla de Trafalgar.
- Batalla de Austerlitz.

### 1806
- Goethe finaliza la primera parte de su obra "Fausto"

### 1807
- Fenomenología del espíritu de Hegel.

### 1808
- El Rey Carlos IV de España y su hijo, el príncipe Fernando, abdican a favor de Napoleón
- Popular levantamiento del 2 de mayo contra la invasión francesa en Madrid; Inicio de la Guerra de la Independencia Española.
- Los Sitios de Zaragoza en España.

### 1809
- Lamarck fórmula una de las primeras teorías sobre la evolución (errónea en su segunda ley).
- Nace Charles Darwin (12 de febrero de 1809 – 19 de abril de 1882).
- Nace Abraham Lincoln (12 de febrero de 1809 – 15 de abril de 1865).
- Nace Edgar Allan Poe (19 de enero de 1809 – 7 de octubre de 1849).

### 1810
- Revolución de Mayo.
- Revuelta del 20 de julio.
- Inicio de la guerra de Independencia de México.

## Personas destacadas
- Napoleón Bonaparte
- Horatio Nelson
- Simón Bolívar
- Antonio José de Sucre
- Miguel Hidalgo